# 孫基禎

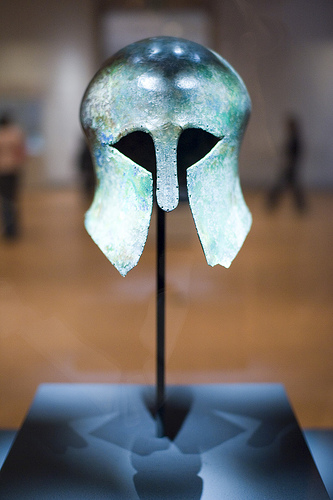
孫基禎獲贈的古希臘銅頭盔，現藏於韓國國立中央博物館

孫基禎（：／；1912年8月29日—2002年11月15日），朝鮮日治時期男子馬拉松運動員，1936年柏林夏季奧運會男子馬拉松項目冠軍，是首位在奧林匹克運動會奪得金牌與獎牌的朝鲜半島運動員，曾擔任韓國独立后的田徑聯盟主席及韓國體育協會會長。
由於當時朝鮮被日本占領，孫基禎在德國只能以日本代表團成員的身份參與奧運，並以姓名的日语發音參賽。但他在柏林奧運頒獎時特意用大會贈送的月桂樹遮擋運動服前胸的日本國旗，并且在升起國旗時刻意低頭。因而回到朝鮮后受到特别高等警察课监视，并被扣押了一份屬於冠軍的獎品青銅頭盔。

## 個人生平

### 早年生活
孫基禎出身於朝鲜平安北道新義州，身為長子的他自少喜愛跑步，他的母親曾經罵他「不讀書只顧跑」，索性給他買女孩子的鞋穿。因爲家貧，加上家園在1926年被鸭绿江的洪水毀壞而輟學，並沒有升入中學。1932年7月，他超凡的跑步能力得到注視，被京城（今首爾）養正高等普通學校取錄為特別生，並在該校田徑部漸露峰芒。與孫同齡，後來他參與柏林奧運的隊友的南昇龍，當年亦入讀養正高中3年級，成為孫的「學長」。不過，南因學業不振而於一年後退學。1933年，孫基禎於朝鮮新宮馬拉松賽全程賽等大賽奪得冠軍，其後在1935年11月3日於東京舉行的第八屆明治神宫体育大会的馬拉松比賽，以2:26:42創下當時的世界紀錄奪得冠軍。經過1936年5月的奧運代表最終選撥賽，與南昇龍一起成爲奧運代表。

### 1936年柏林奧運

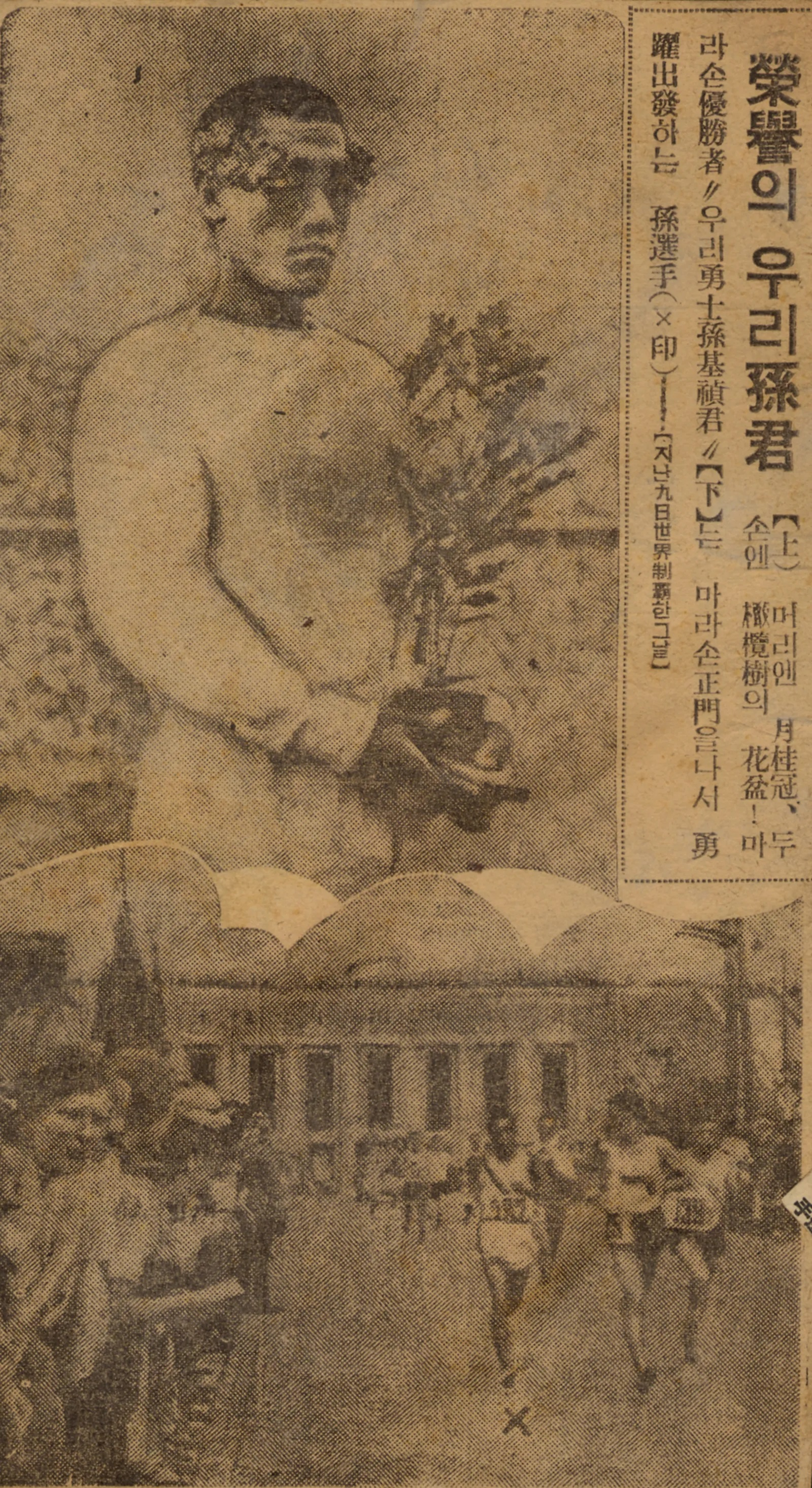
《东亚日报》1936年8月25日版面，图中日本国旗被抹去

由於受大日本帝国統治，孫基禎只能加入日本國家代表隊參與1936年柏林奧運，並以姓名的日语發音參賽。他後來以2:29:19完成總長度為42.195公里的馬拉松項目，打破奧運記錄並奪得金牌，隊友南昇龍以2:31:42獲得銅牌。
民族主義感極強的孫基禎拒絕以日文漢字簽名，只簽署朝文，甚至在簽名旁邊描畫朝鲜半島的外形，並肯定地對記者表示他的祖國是朝鲜。在頒獎禮上，他以大會贈送的月桂樹擋著身上的日之丸，以冷靜的心情回應大會奏起日本國歌《君之代》及升起日本國旗。《東亞日報》當時刊登了孫基禎出席頒發禮的照片，但他身上的日本國旗被移走，此舉動被朝鮮總督府發現並拘禁八名相關報社職員，《東亞日報》亦迫令停刊9個月。因為此事的緣故，孫於1936年10月回國後的欢迎会亦被迫取消，回國後亦被特別高等警察課监视。日方将此次事件称为日章旗抹消事件。

### 獎品風波
孫基禎奪金後獲大會頒發一具由德國考古學家庫爾提烏斯在奧林匹亞出土的古希臘科林斯銅頭盔（約公元前800至700年）作為獎品，但其日籍教練因其於頒獎典禮上的抗議行為而阻止其領獎。頭盔因此被臨時安置於柏林博物館，直至1986年一希臘報章報導此事後方歸還孫基禎。1987年3月7日，頭盔被收納入韓國第904號國寶，2006年「孫基禎紀念馬拉松賽」的十公里、半馬拉松及馬拉松賽事亦以此頭盔的複製品作為獎品。

### 賽後生涯

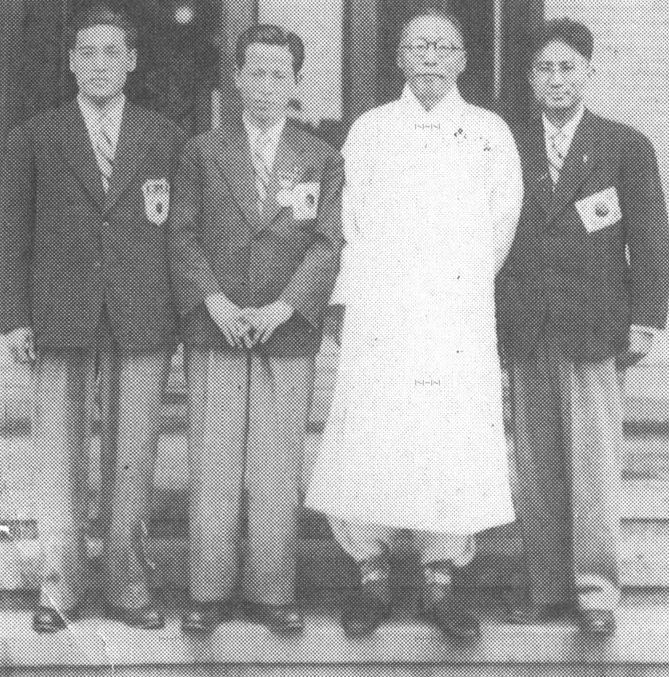
孙基祯、徐润福、金九和南昇龙在1947年

1937年，孫基禎赴日本明治大學升學，但沒有加入大學田徑隊。隨著大韩民国於二戰後建國，孫於1947年恢復其韓國戶籍並成為不少韓國馬拉松選手的教練，他執教的健將包括：
- 徐潤福（朝鲜语：서윤복）－1947年波士顿马拉松冠軍，以2:25:39的成績打破孫基禎創下的世界記錄。
- 咸基鎔－1950年波士頓馬拉松冠軍
- 黃永祚－1992年夏季奧林匹克運動會馬拉松金牌得主

此外，孫基禎於1948年倫敦奧運開幕典禮擔任持旗手，此屆是大韓民國首屆參加奧運會。1963年起，孫擔任了韓國田徑聯盟主席，並於1966年擔任了曼谷亞運會選手團團長。1988年漢城奧運會，時任韓國體育協會會長的孫基禎擔任火炬手，將火炬帶進開幕儀式會場。
孫基禎於2000年受慢性腎功能衰竭和肺炎等疾病困擾，2002年11月15日凌晨0時40分在三星首爾醫院病逝，享耆壽90歲。孫基禎曾獲韓國政府頒發國民勛章，逝世後被追頒體育勳章青龍獎，並安葬於國立大田顯忠院。
他著有自傳《我的祖國 我的馬拉松》（나의 祖國 나의 마라톤－孫基禎自叙傳）於1983年出版，日文版《啊，淚灑月桂冠－孫基禎自傳》（》ISBN 4-06-200568-9）於1986年由讲谈社發行出版。

## 国籍及紀念問題
由於孫基禎以日本代表團成員身份參加1936年夏季奧林匹克運動會，因此他於柏林奧林匹克體育場纪念碑上的刻字為「SON JAPAN」（孫 日本）。1970年發生過韓國遊客把「JAPAN」（日本）刻字改為「KOREA」（韓國）的事件，但後來被修回原狀。
2006年9月，柏林奧林匹克體育場豎立了首爾特別市廳贈送給柏林市政府的孫基禎銅像，以紀念他在柏林奧運會馬拉松項目取得金牌。銅像造型參照他於柏林奧運會的服飾，但號碼布就改為大韓民國國旗。同樣的銅像亦豎立於1988年夏季奧林匹克運動會主場館——蠶室綜合運動場。

## 相關影視作品
- 韩国电影《沒有國家的冠軍》：由河正宇飾演
- 日本NHK大河剧《韦駄天～东京奥运故事～》：由豬瀨祐輔（日语：がんばれゆうすけ）饰演

## 外部連結
- International Olympic Committee Athlete - Profile of Kitei SON（页面存档备份，存于）（英文）
- 馬拉松英雄孫基禎的馬拉松人生（页面存档备份，存于）《朝鮮日報》2002年11月15日（中文）
- 身穿日本代表服裝的韓國第一位奧運金牌 - 孫基禎中華奧林匹克委員會（中文）